# Cima Mares
La cima Mares (1.653,5 m s.l.m.) è una montagna appartenente alle Alpi Graie (e, più in dettaglio, alle Alpi di Lanzo e dell'Alta Moriana). 
Si trova in provincia di Torino tra i comuni di Sparone, Alpette, e Canischio, i cui territori convergono sulla sua cima.

## Descrizione

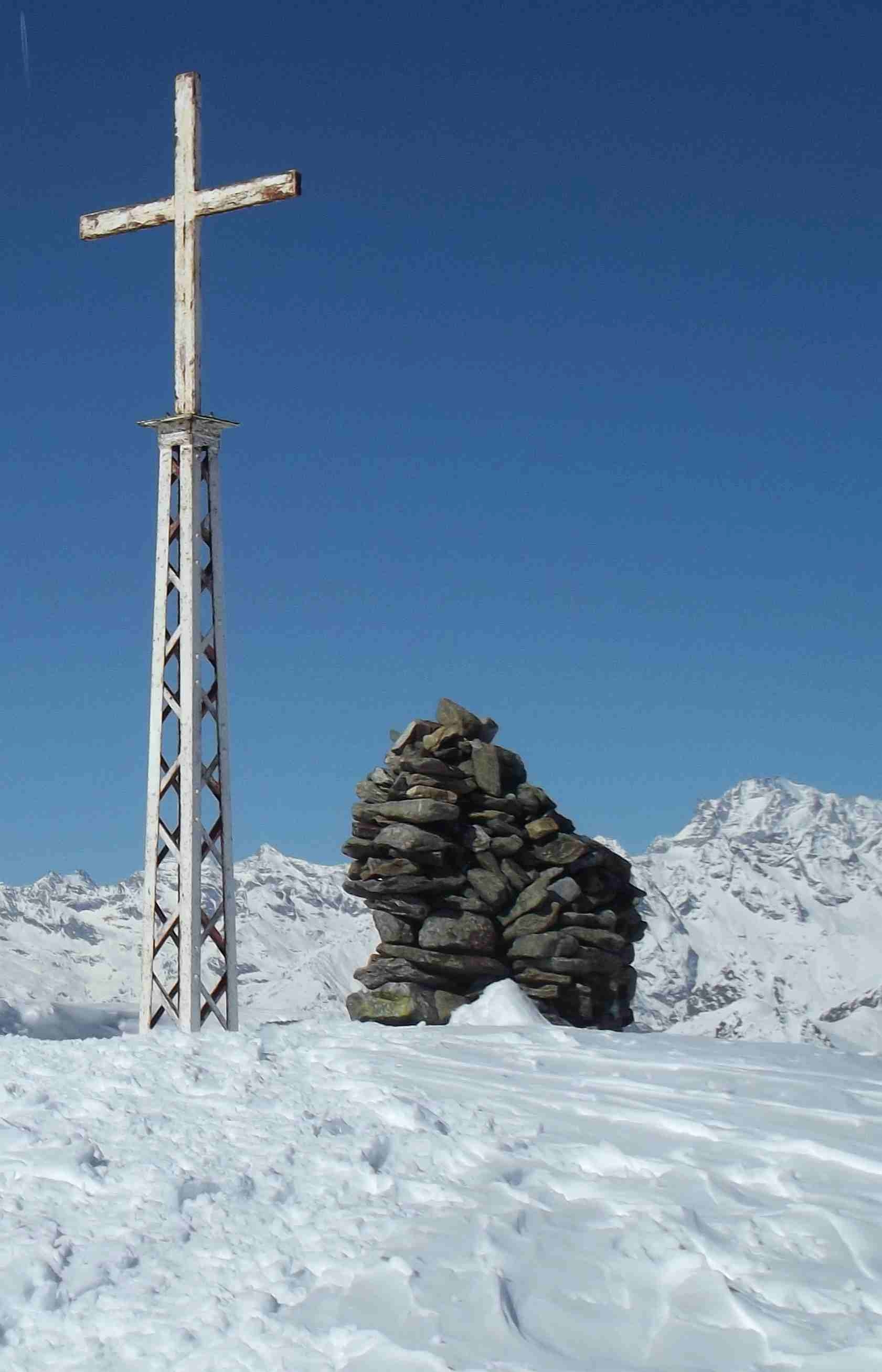
La vetta e, sullo sfondo, il Gran Paradiso.

La cima Mares è situata sullo spartiacque che separa a sud la Valle dell'Orco dalla val Gallenca.
Il lungo tratto di crinale che la collega verso sud-ovest con il monte Soglio ha il suo punto più basso nella sella a quota 1.546 m s.l.m. presso la quale sorge la chiesetta di San Bernardo di Mares. Nella direzione opposta lo spartiacque perde quota fino alla sella La Bassa (1.487 m s.l.m.), poi risale ad una serie di elevazioni note come Rocche di San Martino e si esaurisce infine nella pianura padana a ridosso di Cuorgnè.
Al culmine dell'erbosa cupola sommitale della cima Mares sorgono una croce di vetta metallica e un grosso ometto in pietrame.
Sulla cima è anche collocato il punto geodetico trigonometrico dell'IGM denominato Cima Mares (cod. 042117).
Con la sua posizione avanzata la montagna è ben visibile dalla sottostante porzione del Canavese ed offre a suo volta un ottimo punto di vista sul massiccio del Gran Paradiso e sulla zona dell'anfiteatro morenico di Ivrea.

## Storia
Nella zona compresa tra Forno Canavese, il monte Soglio e la cima Mares l'8 dicembre del 1943 si combatté una dura battaglia tra i partigiani e le truppe nazifasciste. Tra le file dei partigiani si contarono 25 caduti, sette dei quali morirono in combattimento mentre gli altri diciotto dopo la cattura vennero fucilati davanti alla casa del Fascio di Forno il 9 dicembre.
La cima Mares si trovava sul confine tra i territori di due comunità montane, oggi soppresse: Valli Orco e Soana e Alto Canavese.

## Accesso alla cima

### Accesso estivo
La montagna è di interesse escursionistico e per la facilità di accesso e il buon panorama che si gode dalla sua cima è piuttosto frequentata. I principali itinerari di accesso sono i sentieri che partono dalla Madonna della Neve o da frazione Sombeila (Canischio), da varie frazioni di Alpette come Nero e Balmassa  o, ancora, da Ronchi San bernardo (Cuorgnè).
Si tratta in genere di percorsi valutati di difficoltà E.
Dalla cima Mares è possibile proseguire per il crinale spartiacque Orco/Gallenca e raggiungere il non lontano monte Soglio.
La salita alla cima Mares dalla val Gallenca con la mountain bike è giudicata durissima fino alla cappella di San Bernardo, dopodiché nell'ultima rampa in salita è necessario spingere la bicicletta.

### Accesso invernale
La salita alla cima Mares è anche una classica dello sci alpinismo ed è considerata di difficoltà MS, e nelle annate nevose è anche effettuabile con le ciaspole.